# Cacophony
Cacophony war eine US-amerikanische Metal-Band, die im Jahr 1986 von den Gitarristen Marty Friedman und Jason Becker gegründet wurde. Die Band hatte bis 1989 Bestand, danach widmeten sich beide Gitarristen ihren Solokarrieren und sie traten anderen Bands bei.

## Geschichte
Die Band veröffentlichte ihre beiden Alben Speed Metal Symphony im Jahr 1987 und Go Off! im Jahr 1988. Die Alben waren technisch sehr anspruchsvoll, wobei großes Gewicht auf das Shredding gelegt wurde. Die Lieder besaßen ein hohes Tempo, melodische Soli, neoklassizistische Tonleitern und Harmonien mit zwei Gitarren. Viele Lieder sind instrumental. In einem Artikel in der Guitar World aus dem Jahr 2009 wurde Speed Metal Symphony auf den neunten Platz der zehn besten Shredding-Alben eingestuft.
Kurz nach der Auflösung der Band, veröffentlichten sowohl Friedman als auch Becker ihre Soloalben Dragon's Kiss und Perpetual Burn. Friedman trat im Jahr 1990 der Thrash-Metal-Band Megadeth bei, bei der er für die nächsten neun Jahre bleiben sollte. Während dieser Zeit veröffentlichte er außerdem weitere Soloalben. Becker trat von 1989 bis 1991 David Lee Roths Soloband bei. Danach wurde bei Becker amyotrophe Lateralsklerose diagnostiziert, wodurch seine Bewegungen immer mehr eingeschränkt wurden, sodass es ihm nicht mehr möglich war das Spiel auf der Gitarre auszuüben.

## Diskografie
- 1987: Speed Metal Symphony (Shrapnel Records)
- 1988: Go Off! (Shrapnel Records)